# Pápai Államtitkárság
Az Államtitkárság (latinul: Secretaria Status, olaszul: Segretaria di Stato) a Római Kúria központi hatósága, amely tevékenységével állandóan a pápa rendelkezésére áll, szoros segítséget nyújt neki legfőbb feladata ellátásában. Nevével ellentétben elsődlegesen nem állami szerv, hanem fő feladata, hogy a pápa személyes pasztorális tevékenységét elősegítse. Az Államtitkárság vezetője a bíboros államtitkár, a római pápa után a katolikus egyház második legbefolyásosabb személye, aki elsősorban a Szentszék diplomáciai és politikai tevékenységéért felelős, bizonyos körülmények között magát a pápát képviselve.
Jelenleg három fő részlege van:
1. Általános Ügyek Részlege
2. Államokkal és Nemzetközi Szervezetekkel való Kapcsolatok Részlege
3. Diplomáciai Személyzet Részlege

## Általános Ügyek Részlege
Az Általános Ügyek Részlege különösen felelős a római pápa mindennapi szolgálatát érintő ügyek gyorsításáért; a Kúria intézményeinek és az Apostoli Szentszék más szerveinek rendes hatáskörén kívül eső ügyek vizsgálatáért; valamint a dikasztériumok, ügynökségek és hivatalok közötti együttműködés előmozdításáért, autonómiájuk sérelme nélkül. Ez a részleg foglalkozik az államok szentszéki képviselőit érintő valamennyi kérdéssel.
Ez a részleg felelős továbbá:
- az apostoli konstitúciók, dekrétumok, apostoli levelek, körlevelek és más, a pápa által rábízott dokumentumok elkészítéséért és elküldéséért;
- a Szentszék jogszabályainak és nyilvános dokumentumainak az Acta Apostolicae Sedis hivatalos közlönyben való közzétételre való előkészítéséért;
- a római pápa cselekedeteire és a Szentszék tevékenységére vonatkozó hivatalos közleményekkel kapcsolatos utasítások megadása a Kommunikációs Dikasztérium számára;
- az ólompecsét és a Halászgyűrű őrzéséért.

Ugyancsak ennek a részlegnek a feladata:
- a kúriai intézmények vezetőinek időszakos találkozóira való előkészületek kezelése és az ott hozott határozatok hatályba léptetése;
- előkészíteni a megfelelő dokumentumokat a római pápa által tett vagy jóváhagyott kinevezésekkel kapcsolatban, amelyek a kúriai intézmények és hivatalok, valamint a Szentszéktől függő vagy vele kapcsolatban álló intézmények, valamint a diplomáciai személyzetet érintő, a prefektusokat vagy az ezekkel egyenértékű személyeket, tagokat, titkárokat, titkár-helyetteseket és tanácsadókat érintik;
- a pápai kitüntetések odaítélésére vonatkozó dokumentáció előkészítése;
- összegyűjti, koordinálja és közzéteszi az Egyház életére vonatkozó statisztikákat.

## Államokkal és Nemzetközi Szervezetekkel való Kapcsolatok Részlege
Az Államokkal és Nemzetközi Szervezetekkel való Kapcsolatok Részlege konkrét feladata az érintett polgári hatóságokkal kapcsolatos ügyek intézése.
Felelős:
- a Szentszék diplomáciai és politikai kapcsolatainak előmozdításáért az államokkal és más nemzetközi jogalanyokkal, valamint az egyház és a civil társadalom javának előmozdítása érdekében közös érdekű ügyek intézéséért, konkordátumok és más nemzetközi megállapodások révén is, figyelembe véve az esetlegesen érintett püspöki testületek megfontolt véleményét;
- a Szentszék képviselete a nemzetközi kormányközi szervezetekben és a többoldalú kormányközi konferenciákon, adott esetben igénybe véve a Római Kúria illetékes dikasztériumainak és intézményeinek együttműködését;
- a jóváhagyás megadásáért minden olyan esetben, amikor a Római Kúria valamelyik dikasztériumának vagy intézményének szándékában áll nemzetközi ügyekkel vagy a polgári hatóságokkal való kapcsolatokkal kapcsolatos nyilatkozatot vagy dokumentumot közzétenni.

Különleges körülmények között ez a részleg a római pápa megbízásából és a Római Kúria illetékes dikasztériumaival való konzultációt követően kezeli a részegyházak ellátásával, valamint azok létesítésével kapcsolatos összes ügyeket. Más esetekben, különösen ott, ahol konkordátum van érvényben, a polgári kormányokkal kezelendő ügyek intézése a feladata.
A Részleget saját tanácsa segíti, amikor konkrét kérdésekkel foglalkozik, továbbá állandó bizottságok hozhatóak létre, amikor csak szükséges, bizonyos ügyek vagy a különböző földrészeket és meghatározott földrajzi területeket érintő általános kérdések kezelésére.

## Diplomáciai Személyzet Részlege
A Diplomáciai Személyzet Részlege foglalkozik a Szentszék diplomáciai szolgálatában álló személyekkel kapcsolatos kérdésekkel, különösen élet- és munkakörülményeikkel, valamint folyamatos képzésükkel. Feladatainak ellátása során a titkár látogatásokat tesz a pápai képviseleteken, valamint összehívja és elnököl az ellátással kapcsolatos megbeszéléseken. A Részleg együttműködik a Pápai Egyházi Akadémia elnökével a Szentszék diplomáciai szolgálatára jelentkezők kiválasztása és képzése tekintetében, és kapcsolatot tart fenn a nyugállományba vonult diplomáciai személyzettel.
A Részleg a feladatait az Általános Ügyek Részlegével és az Államokkal és Nemzetközi Szervezetekkel való Kapcsolatok Részlegével szoros együttműködésben látja el, amelyek – mindegyik a maga sajátos hatáskörének megfelelően – a pápai képviselőket érintő ügyekkel is foglalkoznak.

## Az Államtitkárság vezetősége
| Fénykép                                                           | Név, beosztás                                          | Országa            | Kinevezés dátuma     |
| ----------------------------------------------------------------- | ------------------------------------------------------ | ------------------ | -------------------- |
|                                                                   | Pietro Parolin bíboros államtitkár                     | Olaszország        | 2013. október 15.    |
| Általános Ügyek Részlege                                          |                                                        |                    |                      |
|                                                                   | Edgar Peña Parra érsek államtitkár-helyettes           | Venezuela          | 2018. augusztus 15.  |
|                                                                   | Roberto Campisi ülnök, titkár-helyettes                | Olaszország        | 2022. október 26.    |
| Államokkal és Nemzetközi Szervezetekkel való Kapcsolatok Részlege |                                                        |                    |                      |
|                                                                   | Paul Richard Gallagher érsek titkár                    | Egyesült Királyság | 2014. november 8.    |
|                                                                   | Mirosław Stanisław Wachowski titkár-helyettes          | Lengyelország      | 2019. október 24.    |
|                                                                   | Daniel Pacho titkár-helyettes (multilaterális részleg) | Németország        | 2023. január 10.     |
| Diplomáciai Személyzet Részlege                                   |                                                        |                    |                      |
|                                                                   | Luciano Russo érsek titkár (pápai képviseletek)        | Olaszország        | 2022. szeptember 10. |
|                                                                   | Joseph Murphy titkár-helyettes                         | Írország           | 2023. szeptember 14. |